# Duabanga
Genre
Classification phylogénétique
Duabanga est un genre de plantes à fleurs de la famille des Lythraceae. Il ne comprend que trois espèces. Ce sont des arbres de forêt tropicale à feuilles persistantes d'Asie du Sud-Est. Ce sont des espèces vivant en plaine ou en moyenne montagne.
Duabanga était auparavant inclus dans la famille des Sonneratiaceae, mais il est maintenant classé dans sa propre sous-famille monotypique des Duabangoideae au sein de la famille des Lythraceae.

## Liste d'espèces
- Duabanga grandiflora - Walpers
- Duabanga moluccana - Blume
- Duabanga taylorii - Jayaweera